# Latouchia hunanensis
Espèce
Latouchia hunanensis est une espèce d'araignées mygalomorphes de la famille des Halonoproctidae.

## Distribution
Cette espèce est endémique du Hunan en Chine,.

## Étymologie
Son nom d'espèce, composé de hunan et du suffixe latin -ensis, « qui vit dans, qui habite », lui a été donné en référence au lieu de sa découverte, le Hunan.

## Publication originale
- Xu, Yin & Bao, 2002 : A new species of the genus Latouchia from China (Araneae: Ctenizidae). Acta Zootaxonomica Sinica, vol. 27, no 4, p. 723-725.